# Vase Médicis

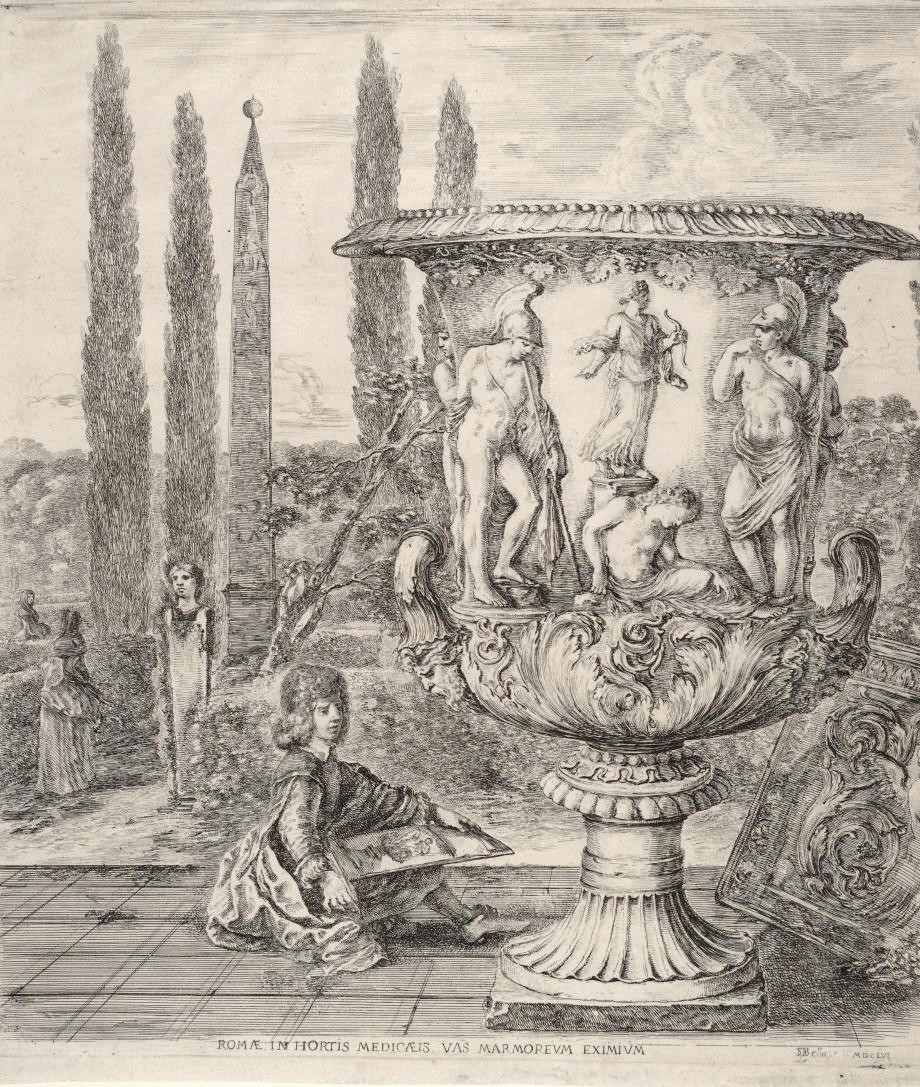
Le jeune Cosme III de Médicis dessinant le vase, gravure de Stefano Della Bella, 1656.

Le vase Médicis est un cratère en cloche en marbre néo-attique généralement daté du milieu du Ier siècle av. J.-C., Il doit son nom à la famille Médicis qui en a été le propriétaire au XVIe siècle. Il est aujourd'hui exposé à la galerie des Offices de Florence.

## Historique
Ni l'endroit exact où était situé le vase durant l'Antiquité, ni le lieu de sa découverte ne sont connus. Le vase apparaît en 1598 dans l'inventaire de la Villa Médicis à Rome sous le libellé « pilier de marbre racontant l'histoire d'Iphigénie ». En 1780, il entre à la galerie des Offices de Florence où il se trouve toujours, à l'exception d'un déplacement à Palerme de 1800 à 1803 pour échapper aux troupes françaises.
Avec le vase Borghèse, qui lui ressemble beaucoup à l'exception du thème iconographique, le vase Médicis est l'un des vases antiques les plus admirés et les plus recopiés de l'époque moderne. Il apparaît comme sujet décoratif dans de nombreuses peintures ou gravures anciennes : Stefano Della Bella montre en 1656 le jeune héritier qui allait devenir Cosme III de Médicis assis près du vase et le dessinant ; il est représenté dans le guide des antiquités romaines de Bartoli et Bellori avec une attribution fantaisiste à Phidias qui témoigne de l'estime dans laquelle on tenait le vase.

## Description

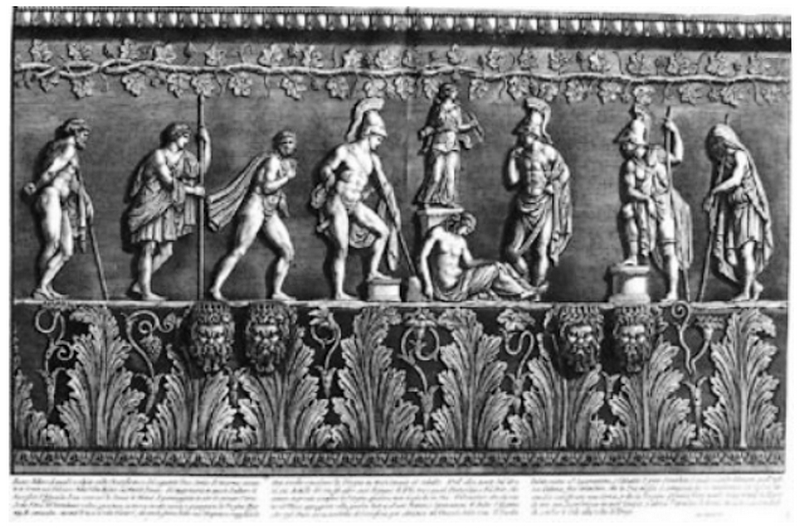
Développé du décor, gravure de 1778 par Piranèse.

Le vase, haut de 1,73 m (piédestal compris), reprend la forme classique du cratère en forme de cloche inversée avec deux anses annelées, rattachées au vase par des têtes de satyres et disposées à la base de la panse. Le bord supérieur du cratère s'évase en un rebord mouluré. Posé sur un socle carré et un pied godronné, il présente une surface entièrement sculptée en bas-relief.
La scène mythologique représentée n'est pas d'interprétation certaine. Selon l'hypothèse la plus courante, elle représenterait la consultation des chefs de l'armée grecque à Delphes : la femme à demi-drapée serait Iphigénie assise au pied du socle d'une statue d'Artémis et entourée de plusieurs guerriers en qui on pourrait reconnaître notamment Agamemnon et Achille.

## Influence et copies

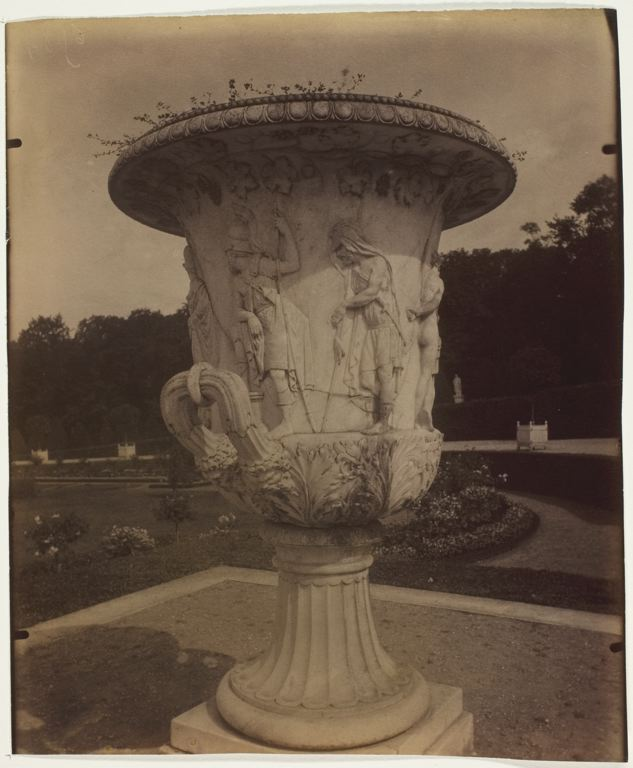
Copie de Jean Cornu (1683), parc de Versailles. Photo d'Eugène Atget.

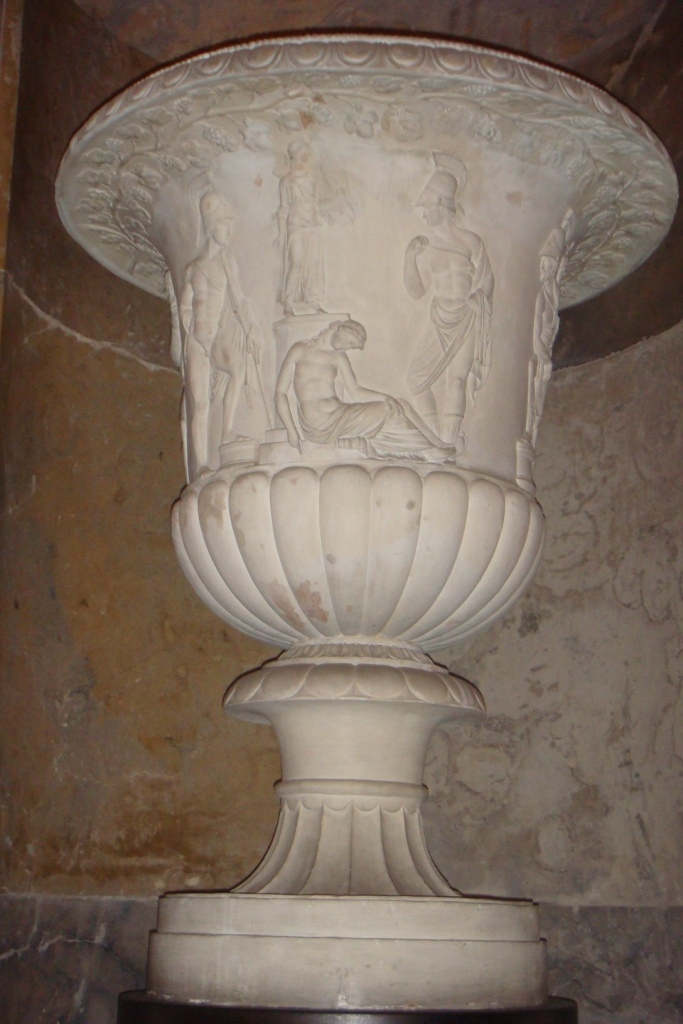
Copie interprétée du vase (sans anses) par Nikolaus Friedrich von Thouret (1816) exposé au château de Ludwigsbourg.

Les cratères monumentaux étaient destinés à orner les jardins des riches clients romains dans ce qui était appelé horti marmorei (jardins de marbre). Un jardin restitué au musée national du Bardo à partir des éléments retrouvés dans les fouilles de l'épave de Mahdia permet de se rendre compte de la façon dont pouvaient être exposés de tels éléments qui n'étaient pas seuls.
Dès la Renaissance, le retour au jour de plusieurs grands vases antiques impulsa une mode décorative qui gagna toute l'Europe et constitua une sorte de canon classique dont le vase Borghèse et le vase Médicis sont les meilleurs modèles. Au XVIIe siècle, tous les jardins des palais européens s'ornèrent de copies plus ou moins fidèles de ces grands vases.
À Versailles, Jean Cornu fut chargé de sculpter en marbre trois répliques de chacun de ces deux vases pour décorer le parterre de Latone. Par la suite, la forme a été réutilisée jusqu'à nos jours pour produire des vases moins luxueux, en porcelaine, en terre cuite ou en fonte de fer.